# Grand Prix de Denain 1988
Il Grand Prix de Denain 1988, trentesima edizione della corsa, si svolse il 7 aprile su un percorso con partenza e arrivo a Denain. Fu vinto dal francese Pascal Poisson della Toshiba davanti al belga Michel Vermote e al francese Thierry Marie.

## Ordine d'arrivo (Top 10)
| Pos. | Corridore         | Squadra                     | Tempo |
| ---- | ----------------- | --------------------------- | ----- |
| 1    | Pascal Poisson    | Toshiba                     |       |
| 2    | Michel Vermote    | R.M.O.                      |       |
| 3    | Thierry Marie     | Système U                   |       |
| 4    | Dirk Demol        | ADR-Anti-M-Enerday          |       |
| 5    | Patrick Hendrickx | Hitachi-Bosal-B.C.E.Snooker |       |
| 6    | Jan Wijnants      | Hitachi-Bosal-B.C.E.Snooker |       |
| 7    | Rolf Järmann      | Cyndarella-Isotonic         |       |
| 8    | Johan Lammerts    | Toshiba                     |       |
| 9    | Olaf Lurvik       | Z-Peugeot                   |       |
| 10   | Steve Bauer       | Weinmann-La Suisse          |       |